# Dendropsophus grandisonae
Dendropsophus grandisonae är en groddjursart som först beskrevs av Coleman J. Goin 1966.  Dendropsophus grandisonae ingår i släktet Dendropsophus och familjen lövgrodor. IUCN kategoriserar arten globalt som otillräckligt studerad. Inga underarter finns listade i Catalogue of Life.